# Tomislav Aralica
Tomislav Aralica (Zadar, 10. prosinca 1956.) je pravnik i hrvatski vojni povjesničar koji se bavi hrvatskom vojnom prošlošću. Bavi se pisanjem knjiga, publicistike i novinskih članaka o povijesnom oružju i opremi. Stručnjak je za srednjovjekovlje, oružja, odore i znakovlje. Trenutno je sudac u Sesvetama. 

## Životopis
Sin je hrvatskog akademika i književnika Ivana Aralice i prvi rođak (stričević) hrvatskog povjesničara, etnologa i ilustratora Višeslava Aralice. Od mladih dana se bavio hrvatskom vojnom prošlošću. Isprva je namjeravao biti djelatnom vojnom osobom, no naposljetku je otišao studirati pravo. Diplomirao je 1979. godine. Nakon toga se okrenuo kolekcionarstvu povijesnog oružja i vojne opreme. Radi na mjestu sudca od 1982., a od 1991. predsjedava Općinskim sudom.

## Djela
Svoje prve članke je objavio u časopisu Oružje, a kasnije u Hrvatskom vojniku 1992. godine, časopisima Sam, Velebit i Vikend. Autor je više od stotinu članaka o povijesnom oružju i nekoliko izložaba.
Knjige:
- Hrvatski ratnici kroz stoljeća: oprema, oružje i odore hrvatskih ratnika od oko 800. do 1918. godine/Croatian warriors through the centuries: equipments, arms and uniforms from about the year 800 to 1918/Kroatische Krieger im Laufe der Jahrhunderte: Ausstattung, Waffen und Kleidung der kroatischen Krieger von etwa 800 bis 1918 (crteži: Višeslav Aralica), 1996.
- Hladno oružje - jatagani u Hrvatskoj: izložba jatagana iz privatne zbirke Tomislava Aralice i zbirke oružja Etnografskog muzeja u Zagrebu Galerija dvorca Oršić, 21. veljače - 31. ožujka 1997., 1997.
- Hrvatski ratnici kroz stoljeća 1: Od oko 800. do 1918. godine (crteži: Višeslav Aralica), 2006.
- Hrvatski ratnici kroz stoljeća 2: Razdoblje Kraljevine Srba, Hrvata i Slovenaca/Jugoslavije 1918. – 1941., 2006.[1]
- Sablje na tlu Hrvatske od VI. do XX. stoljeća, 2007,
- Inventar oružja i vojne opreme u šibenskom kaštelu i kulama iz 1441. godine, 2008.
- Noževi i bodeži na tlu Hrvatske od prapovijesti do 1945. godine: Stari grad, Sisak, svibanj - lipanj 2008., 2008.
- Hrvatski ratnici kroz stoljeća 3: Oružane snage Nezavisne Države Hrvatske i druge hrvatske postrojbe na osovinskoj strani 1941. – 1945 (crteži: Višeslav Aralica), 2010.
- Oluja i hrvatska vojna tradicija (2015., suautor)[2]
- Bojnik Stipčić : zračni as Hrvatske zrakoplovne legije na ruskom ratištu 1941-1944. (2022.)[3]
- Povijesno oružje u Hrvatskoj (2023.)[4]

## Vanjske poveznice
Mrežna mjesta
- Tomislav Aralica, www.goodreads.com